# Curt Bennett
Curt Alexander Bennett (Regina, 27 marzo 1948) è un allenatore di hockey su ghiaccio ed ex hockeista su ghiaccio statunitense.
Nel corso della carriera militò come centro nella National Hockey League.

## Carriera
Bennett nacque in Canada ma crebbe nel Rhode Island poiché suo padre Harvey Bennett Sr. giocava come portiere per i Providence Reds. Anche due dei suoi fratelli inferiori diventarono giocatori professionisti nella NHL, Harvey Jr. e Bill. Per tre stagioni frequentò la Brown University, dove si distinse ricoprendo il ruolo di difensore. In occasione dell'NHL Amateur Draft 1968 fu scelto in sedicesima posizione assoluta dai St. Louis Blues.
Nel 1970 Bennett entrò nell'organizzazione dei Blues e fu mandato in Central Hockey League presso il farm team dei Kansas City Blues, seguito l'anno dopo da un prestito in Western Hockey League. Dopo aver giocato 47 partite con i Blues nel giugno del 1972 passò ai New York Rangers, collezionando 16 presenze. Nel mese di novembre cambiò nuovamente squadra e passò ai neonati Atlanta Flames.
Nel corso delle stagioni ad Atlanta Bennett fu scelto come rappresentante in occasione degli NHL All-Star Game del 1975 e del 1976, superando in entrambe le stagioni quota 60 punti in stagione regolare. Nel 1976 fu chiamato dalla nazionale statunitense per disputare la prima edizione della Canada Cup, torneo per nazionali organizzato dalla NHL.
Nel dicembre del 1977 il giocatore fece ritorno ai Blues, formazione con cui rimase fino alla conclusione della stagione 1978-1979 partecipando anche a due campionati mondiali. Concluse la carriera in Nordamerica ancora con i Flames, alla loro ultima stagione prima del trasferimento a Calgary. Nelle due stagioni successive svolse il ruolo di giocatore/allenatore in Giappone presso il Furukawa Ice Hockey Club, squadra del campionato nazionale.

## Palmarès

### Individuale
- NHL All-Star Game: 2

1975, 1976
- ECAC Hockey First All-Star Team: 1

1969-1970
- ECAC Hockey Second All-Star Team: 1

1968-1969